# Saison 2016-2017 de la LHOu
Saison précédente Saison suivante
La saison 2016-2017 est la 51e saison de hockey sur glace de la Ligue de hockey de l'Ouest. La saison régulière débute le 23 septembre 2016 et se termine le 24 mars 2017.

## Saison régulière

### Classement

#### Conférence de l'Est
| Clt   | Équipe                   | division | PJ | V  | D  | DP | DF | BP  | BC  | Pts |
| ----- | ------------------------ | -------- | -- | -- | -- | -- | -- | --- | --- | --- |
| +001, | Pats de Regina           | Est      | 72 | 52 | 12 | 7  | 1  | 353 | 211 | 112 |
| +002, | Warriors de Moose Jaw    | Est      | 72 | 42 | 21 | 8  | 1  | 255 | 219 | 93  |
| +003, | Broncos de Swift Current | Est      | 72 | 39 | 23 | 4  | 6  | 247 | 239 | 88  |
| +004, | Wheat Kings de Brandon   | Est      | 72 | 31 | 31 | 7  | 3  | 225 | 247 | 72  |
| +005, | Blades de Saskatoon      | Est      | 72 | 28 | 35 | 7  | 2  | 190 | 248 | 65  |
| +006, | Raiders de Prince Albert | Est      | 72 | 21 | 44 | 5  | 2  | 198 | 283 | 49  |

- Champion de Conférence
- Qualifié pour les séries éliminatoires

| Clt   | Équipe                   | division | PJ | V  | D  | DP | DF | BP  | BC  | Pts |
| ----- | ------------------------ | -------- | -- | -- | -- | -- | -- | --- | --- | --- |
| +001, | Tigers de Medicine Hat   | Centrale | 72 | 51 | 20 | 1  | 0  | 350 | 248 | 103 |
| +002, | Hurricanes de Lethbridge | Centrale | 72 | 44 | 21 | 4  | 3  | 280 | 253 | 95  |
| +003, | Rebels de Red Deer       | Centrale | 72 | 30 | 29 | 9  | 4  | 239 | 258 | 73  |
| +004, | Hitmen de Calgary        | Centrale | 72 | 30 | 32 | 8  | 2  | 215 | 282 | 70  |
| +005, | Oil Kings d'Edmonton     | Centrale | 72 | 23 | 43 | 5  | 1  | 193 | 292 | 52  |
| +006, | Ice de Kootenay          | Centrale | 72 | 14 | 46 | 10 | 2  | 177 | 335 | 40  |

- Meneur de sa division
- Qualifié pour les séries éliminatoires

#### Conférence de l'Ouest
| Clt   | Équipe                   | division | PJ | V  | D  | DP | DF | BP  | BC  | Pts |
| ----- | ------------------------ | -------- | -- | -- | -- | -- | -- | --- | --- | --- |
| +001, | Cougars de Prince George | B.C.     | 72 | 45 | 21 | 3  | 3  | 253 | 201 | 96  |
| +002, | Rockets de Kelowna       | B.C.     | 72 | 45 | 22 | 5  | 0  | 283 | 206 | 95  |
| +003, | Blazers de Kamloops      | B.C.     | 72 | 42 | 24 | 2  | 4  | 243 | 198 | 90  |
| +004, | Royals de Victoria       | B.C.     | 72 | 37 | 29 | 5  | 1  | 239 | 219 | 80  |
| +005, | Giants de Vancouver      | B.C.     | 72 | 20 | 46 | 3  | 3  | 183 | 296 | 46  |

- Meneur de sa division
- Qualifié pour les séries éliminatoires

| Clt   | Équipe                  | division | PJ | V  | D  | DP | DF | BP  | BC  | Pts |
| ----- | ----------------------- | -------- | -- | -- | -- | -- | -- | --- | --- | --- |
| +001, | Silvertips d'Everett    | U.S.     | 72 | 44 | 16 | 9  | 3  | 229 | 169 | 100 |
| +002, | Thunderbirds de Seattle | U.S.     | 72 | 46 | 20 | 4  | 2  | 253 | 206 | 98  |
| +003, | Americans de Tri-City   | U.S.     | 72 | 41 | 28 | 3  | 0  | 272 | 252 | 85  |
| +004, | Winterhawks de Portland | U.S.     | 72 | 40 | 28 | 1  | 3  | 278 | 256 | 84  |
| +005, | Chiefs de Spokane       | U.S.     | 72 | 27 | 33 | 8  | 4  | 235 | 272 | 66  |

- Champion de la ligue
- Qualifié pour les séries éliminatoires

### Meilleurs pointeurs
| Joueur             | Équipe                   | PJ | B  | A  | Pts | Pun |
| ------------------ | ------------------------ | -- | -- | -- | --- | --- |
| Sam Steel          | Pats de Regina           | 66 | 50 | 81 | 131 | 40  |
| Adam Brooks        | Pats de Regina           | 66 | 43 | 87 | 130 | 61  |
| Tyler Wong         | Hurricanes de Lethbridge | 69 | 51 | 58 | 109 | 53  |
| Chad Butcher       | Tigers de Medicine Hat   | 68 | 27 | 76 | 103 | 75  |
| Jayden Halbgewachs | Warriors de Moose Jaw    | 71 | 50 | 51 | 101 | 27  |
| Kailer Yamamoto    | Chiefs de Spokane        | 65 | 42 | 57 | 99  | 46  |
| Cody Glass         | Winterhawks de Portland  | 69 | 32 | 62 | 94  | 36  |
| Mason Shaw         | Tigers de Medicine Hat   | 71 | 27 | 67 | 94  | 57  |
| Tyler Steenbergen  | Broncos de Swift Current | 72 | 51 | 39 | 90  | 22  |
| Matthew Phillips   | Royals de Victoria       | 70 | 50 | 40 | 90  | 50  |

### Meilleurs gardiens
| Gardien        | Équipe                   | PJ | Min   | V  | D  | DP | DF | Bl | Moy  | %Arr |
| -------------- | ------------------------ | -- | ----- | -- | -- | -- | -- | -- | ---- | ---- |
| Carter Hart    | Silvertips d'Everett     | 54 | 3 078 | 32 | 11 | 6  | 2  | 9  | 1,99 | 92.7 |
| Connor Ingram  | Blazers de Kamloops      | 45 | 2 577 | 26 | 14 | 2  | 2  | 5  | 2,44 | 92.7 |
| Ty Edmonds     | Cougars de Prince George | 53 | 3 092 | 31 | 16 | 2  | 3  | 1  | 2,48 | 91.6 |
| Dylan Ferguson | Blazers de Kamloops      | 31 | 1 706 | 16 | 10 | 0  | 2  | 0  | 2,74 | 92.2 |
| Rylan Toth     | Thunderbirds de Seattle  | 58 | 3 274 | 36 | 18 | 2  | 1  | 1  | 2,75 | 90.2 |

## Séries éliminatoires de la Coupe Ed Chynoweth
Le vainqueur des séries remportent la Coupe Ed Chynoweth.
Seize équipes participent aux séries éliminatoires:
|  | Huitièmes de finale | Huitièmes de finale      | Huitièmes de finale      |   |                          | Quarts de finale        | Quarts de finale | Quarts de finale |  |   | Demi-finales       | Demi-finales | Demi-finales |  |   | Finale         | Finale | Finale |
|  |                     |                          |                          |   |                          |                         |                  |                  |  |   |                    |              |              |  |   |                |        |        |
|  | 1                   | Pats de Regina           | 4                        |   |                          |                         |                  |                  |  |   |                    |              |              |  |   |                |        |        |
|  | 16                  | Hitmen de Calgary        | 0                        |   |                          |                         |                  |                  |  |   |                    |              |              |  |   |                |        |        |
|  | 16                  | Hitmen de Calgary        | 0                        |   | 1                        | Pats de Regina          | 4                |                  |  |   |                    |              |              |  |   |                |        |        |
|  |                     |                          |                          |   | 1                        | Pats de Regina          | 4                |                  |  |   |                    |              |              |  |   |                |        |        |
|  |                     | 15                       | Broncos de Swift Current | 3 |                          |                         |                  |                  |  |   |                    |              |              |  |   |                |        |        |
|  | 2                   | 15                       | Broncos de Swift Current | 3 | Warriors de Moose Jaw    | 3                       |                  |                  |  |   |                    |              |              |  |   |                |        |        |
|  | 2                   |                          |                          |   | Warriors de Moose Jaw    | 3                       |                  |                  |  |   |                    |              |              |  |   |                |        |        |
|  | 15                  | Broncos de Swift Current | 4                        |   |                          |                         |                  |                  |  |   |                    |              |              |  |   |                |        |        |
|  | 15                  | Broncos de Swift Current | 4                        |   |                          |                         |                  |                  |  | 1 | Pats de Regina     | 4            |              |  |   |                |        |        |
|  |                     |                          |                          |   |                          |                         |                  |                  |  | 1 | Pats de Regina     | 4            |              |  |   |                |        |        |
|  |                     | 4                        | Hurricanes de Lethbridge | 2 |                          |                         |                  |                  |  |   |                    |              |              |  |   |                |        |        |
|  | 3                   | 4                        | Hurricanes de Lethbridge | 2 | Tigers de Medicine Hat   | 4                       |                  |                  |  |   |                    |              |              |  |   |                |        |        |
|  | 3                   |                          |                          |   | Tigers de Medicine Hat   | 4                       |                  |                  |  |   |                    |              |              |  |   |                |        |        |
|  | 14                  | Wheat Kings de Brandon   | 0                        |   |                          |                         |                  |                  |  |   |                    |              |              |  |   |                |        |        |
|  | 14                  | Wheat Kings de Brandon   | 0                        |   | 3                        | Tigers de Medicine Hat  | 3                |                  |  |   |                    |              |              |  |   |                |        |        |
|  |                     |                          |                          |   | 3                        | Tigers de Medicine Hat  | 3                |                  |  |   |                    |              |              |  |   |                |        |        |
|  |                     | 4                        | Hurricanes de Lethbridge | 4 |                          |                         |                  |                  |  |   |                    |              |              |  |   |                |        |        |
|  | 4                   | 4                        | Hurricanes de Lethbridge | 4 | Hurricanes de Lethbridge | 4                       |                  |                  |  |   |                    |              |              |  |   |                |        |        |
|  | 4                   |                          |                          |   | Hurricanes de Lethbridge | 4                       |                  |                  |  |   |                    |              |              |  |   |                |        |        |
|  | 13                  | Rebels de Red Deer       | 3                        |   |                          |                         |                  |                  |  |   |                    |              |              |  |   |                |        |        |
|  | 13                  | Rebels de Red Deer       | 3                        |   |                          |                         |                  |                  |  |   |                    |              |              |  | 1 | Pats de Regina | 2      |        |
|  |                     |                          |                          |   |                          |                         |                  |                  |  |   |                    |              |              |  | 1 | Pats de Regina | 2      |        |
|  |                     | 8                        | Thunderbirds de Seattle  | 4 |                          |                         |                  |                  |  |   |                    |              |              |  |   |                |        |        |
|  | 5                   | 8                        | Thunderbirds de Seattle  | 4 | Cougars de Prince George | 2                       |                  |                  |  |   |                    |              |              |  |   |                |        |        |
|  | 5                   |                          |                          |   | Cougars de Prince George | 2                       |                  |                  |  |   |                    |              |              |  |   |                |        |        |
|  | 12                  | Winterhawks de Portland  | 4                        |   |                          |                         |                  |                  |  |   |                    |              |              |  |   |                |        |        |
|  | 12                  | Winterhawks de Portland  | 4                        |   | 12                       | Winterhawks de Portland | 1                |                  |  |   |                    |              |              |  |   |                |        |        |
|  |                     |                          |                          |   | 12                       | Winterhawks de Portland | 1                |                  |  |   |                    |              |              |  |   |                |        |        |
|  |                     | 6                        | Rockets de Kelowna       | 4 |                          |                         |                  |                  |  |   |                    |              |              |  |   |                |        |        |
|  | 6                   | 6                        | Rockets de Kelowna       | 4 | Rockets de Kelowna       | 4                       |                  |                  |  |   |                    |              |              |  |   |                |        |        |
|  | 6                   |                          |                          |   | Rockets de Kelowna       | 4                       |                  |                  |  |   |                    |              |              |  |   |                |        |        |
|  | 11                  | Blazers de Kamloops      | 2                        |   |                          |                         |                  |                  |  |   |                    |              |              |  |   |                |        |        |
|  | 11                  | Blazers de Kamloops      | 2                        |   |                          |                         |                  |                  |  | 6 | Rockets de Kelowna | 2            |              |  |   |                |        |        |
|  |                     |                          |                          |   |                          |                         |                  |                  |  | 6 | Rockets de Kelowna | 2            |              |  |   |                |        |        |
|  |                     | 8                        | Thunderbirds de Seattle  | 4 |                          |                         |                  |                  |  |   |                    |              |              |  |   |                |        |        |
|  | 7                   | 8                        | Thunderbirds de Seattle  | 4 | Silvertips d'Everett     | 4                       |                  |                  |  |   |                    |              |              |  |   |                |        |        |
|  | 7                   |                          |                          |   | Silvertips d'Everett     | 4                       |                  |                  |  |   |                    |              |              |  |   |                |        |        |
|  | 10                  | Royals de Victoria       | 2                        |   |                          |                         |                  |                  |  |   |                    |              |              |  |   |                |        |        |
|  | 10                  | Royals de Victoria       | 2                        |   | 7                        | Silvertips d'Everett    | 0                |                  |  |   |                    |              |              |  |   |                |        |        |
|  |                     |                          |                          |   | 7                        | Silvertips d'Everett    | 0                |                  |  |   |                    |              |              |  |   |                |        |        |
|  |                     | 8                        | Thunderbirds de Seattle  | 4 |                          |                         |                  |                  |  |   |                    |              |              |  |   |                |        |        |
|  | 8                   | 8                        | Thunderbirds de Seattle  | 4 | Thunderbirds de Seattle  | 4                       |                  |                  |  |   |                    |              |              |  |   |                |        |        |
|  | 8                   |                          |                          |   | Thunderbirds de Seattle  | 4                       |                  |                  |  |   |                    |              |              |  |   |                |        |        |
|  | 9                   | Americans de Tri-City    | 0                        |   |                          |                         |                  |                  |  |   |                    |              |              |  |   |                |        |        |

## Honneurs et trophées
- Trophée Scotty-Munro, remis au champion de la saison régulière  : Pats de Regina
- Trophée commémoratif des quatre Broncos, remis au meilleur joueur : Sam Steel (Pats de Regina)
- Trophée Daryl-K.-(Doc)-Seaman, remis au meilleur joueur étudiant : Brian King (Silvertips d'Everett)
- Trophée Bob-Clarke, remis au meilleur pointeur : Sam Steel (Pats de Regina)
- Trophée Brad-Hornung, remis au joueur ayant le meilleur esprit sportif : Tyler Steenbergen (Broncos de Swift Current)
- Trophée commémoratif Bill-Hunter, remis au meilleur défenseur : Ethan Bear (Thunderbirds de Seattle)
- Trophée Jim-Piggott, remis à la meilleure recrue : Aleksi Heponiemi (Broncos de Swift Current)
- Trophée Del-Wilson, remis au meilleur gardien : Carter Hart (Silvertips d'Everett)
- Trophée Dunc-McCallum, remis au meilleur entraîneur : John Paddock (Pats de Regina)
- Trophée Lloyd-Saunders, remis au membre exécutif de l'année : John Paddock (Pats de Regina)
- Trophée Allen-Paradice, remis au meilleur arbitre : Brett Iverson
- Trophée St. Clair Group, remis au meilleur membre des relations publique : Pats de Regina
- Trophée Doug-Wickenheiser, remis au joueur ayant démontré la meilleure implication auprès de sa communauté : Tyler Wong (Hurricanes de Lethbridge)
- Trophée plus-moins de la WHL, remis au joueur ayant le meilleur ratio +/- : Sergey Zborovskiy (Pats de Regina)
- Trophée airBC, remis au meilleur joueur en série éliminatoire : Mathew Barzal (Thunderbirds de Seattle)
- Alumni Achievement Awards :

### Équipes d'étoiles
| Première équipe | Première équipe          | Position | Deuxième équipe    | Deuxième équipe          |
| Joueur          | Équipe                   | Position | Joueur             | Équipe                   |
| --------------- | ------------------------ | -------- | ------------------ | ------------------------ |
| Zach Sawchenko  | Warriors de Moose Jaw    | G        | Logan Flodell      | Blades de Saskatoon      |
| Connor Hobbs    | Pats de Regina           | D        | Sergey Zborovskiy  | Pats de Regina           |
| Kale Clague     | Wheat Kings de Brandon   | D        | Jake Bean          | Hitmen de Calgary        |
| Sam Steel       | Pats de Regina           | A        | Tyler Steenbergen  | Broncos de Swift Current |
| Adam Brooks     | Pats de Regina           | A        | Jayden Halbgewachs | Warriors de Moose Jaw    |
| Tyler Wong      | Hurricanes de Lethbridge | A        | Chad Butcher       | Tigers de Medicine Hat   |

| Première équipe  | Première équipe         | Position | Deuxième équipe    | Deuxième équipe       |
| Joueur           | Équipe                  | Position | Joueur             | Équipe                |
| ---------------- | ----------------------- | -------- | ------------------ | --------------------- |
| Carter Hart      | Silvertips d'Everett    | G        | Connor Ingram      | Blazers de Kamloops   |
| Ethan Bear       | Thunderbirds de Seattle | D        | Parker Wotherspoon | Americans de Tri-City |
| Noah Juulsen     | Silvertips d'Everett    | D        | Juuso Valimaki     | Americans de Tri-City |
| Mathew Barzal    | Thunderbirds de Seattle | A        | Kailer Yamamoto    | Chiefs de Spokane     |
| Cody Glass       | Winterhawks de Portland | A        | Morgan Geekie      | Americans de Tri-City |
| Matthew Phillips | Royals de Victoria      | A        | Kole Lind          | Rockets de Kelowna    |